# 乔·福滕伯里
乔·塞菲斯·福滕伯里（英語：Joe Cephis Fortenberry，1911年4月1日—1993年6月3日），美国男子篮球运动员，曾代表美国国家队参加1936年夏季奥林匹克运动会男子篮球比赛，最终获得金牌。